# Logor Keraterm
Koncentracijski logor "Keraterm" bio je logor smrti koji su uspostavile srpske vojne i policijske vlasti općine Prijedor tijekom rata u BiH. Kroz sabirni logor do njegovog zatvaranja prošlo je oko 1.000–3.000 civila bošnjačke i hrvatske nacionalnosti.
Od oko 300 ukupno ubijenih zatvorenika samo u noći s 23. na 24. svibnja 1992. godine u ovom logoru ubijeno je oko 200 ljudi.

## Koncentracijski logor
Logor su organizirale lokalne srpske vlasti, nakon nasilnog preuzimanja vlasti Srpske demokratske stranke u općini Prijedor, tijekom svibnja 1992. godine. Organizirana je sustavna kampanja zatvaranja i protjerivanja nesrpskog stanovništva prijedorske regije, a njihova je imovina pljačkana i uništavana.
Logor Keraterm nalazio se unutar nekadašnje tvornice keramike, nedaleko Prijedora. Po izvješćima, zarobljenici su držani u četiri dvorane, koje su se nekoć rabile kao skladišta tvornice. Svi su zarobljenici logora Keraterm bili muškarci. Većina je muškaraca bila u životnoj dobi od 15 do 60 godina. Sredinom svibnja 1992. godine oko 12 do 15 Bošnjakinja dovedeno je u Keraterm gdje su silovane a potom prebačene u koncentracijski logor Omarsku. Oko 75% od ukupnog broja zatvorenika bili su Bošnjaci, a ostalih 25% bili su Hrvati.
Prema optužnici, zatočenici su, između ostaloga, bili podvrgnuti tjelesnom nasilju, stalnom ponižavanju i degradaciji, nehumanim uvjetima a bili su izloženi i smrti. Teška premlaćivanja bila su uobičajena pojava u ovome logoru. Tijekom tih iživljavanja rabljeni su različiti predmeti kao što su: drvene palice, metalne šipke, bejzbolske palice, dugački industrijski kabeli koji su imali metalne kugle pričvršćene na kraju, kundaci, noževi i dr. Tijekom postojanja koncentracijskoga logora počinjena su brojna ubojstva, batinanja, seksualna zlostavljanja i ostala okrutna i ponižavajuća djela.
Na teritoriji općine Prijedor, uz ovaj logor organizirani su još i koncentarcijski logori Omarska, Trnopolje kao i nekoliko sličnih mučilišta i stratišta.

## Suđenja za ratne zločine
Dužnosnici Republike Srpske odgovorni za rukovođenje logorom osuđeni su za genocid, zločine protiv čovječnosti i ratne zločine. 
- Duško Knežević proglašen je krivim za kazneno djelo zločina protiv čovječnosti i osuđen na kaznu dugotrajnoga zatvora u trajanju od 31 godinu.[6]
- Željko Mejakić proglašen je krivim za kazneno djelo zločina protiv čovječnosti i osuđen je na kaznu dugotrajnoga zatvora u trajanju od 21 godine.[6]
- Duško Sikirica, komandant logora Keraterm, izjasnio se krivim za zločine protiv čovječnosti i osuđen je na zatvorsku kaznu od petnaest godina.[7]
- Dušan Fuštar proglašen je krivim zbog toga što je sudjelovao i djelovao u udruženom zločinačkom poduhvatu te je osuđen na devet godina zatvora zbog toga "što nije uspio ostvariti svoj autoritet i spriječiti zločine".
- Predrag Banović, koji je bio stražar u logoru Keraterm, i od čijeg zlostavljanja je preminulo 5 logoraša i još 27 njih bilo predmetom iživljavanja, osuđen je na 8 godina zatvora.[8]
- Damir Došen osuđen je na pet[9] a Dragan Kolundžija na tri godine zatvora[10] zbog zlodjela koje su počinili u koncentracijskom logoru Keraterm.

## Također pogledajte
- Logor Omarska
- Logor Trnopolje
- Logor Dretelj
- Logor Heliodrom
- Logor Bugojno
- Rat u Bosni i Hercegovini

## Vanjske poveznice
- (engl.) Slučaj koncentracijskog logora Keraterm
- (engl.) Koncentracijski logori tijekom rata u Bosni i Hercegovini  Arhivirana inačica izvorne stranice od 5. studenoga 2013. (Wayback Machine)